# Katie Johnson
Bessie Kate Johnson (18 de novembro de 1878 – 4 de maio de 1957) foi uma atriz inglesa que apareceu no palco desde 1894 e na tela entre as décadas de 1930 e 1950.

## Biografia
Em 1908 ela se casou com o ator Frank Goodenough Bayly (1873 – 28 de novembro de 1923, Newcastle upon Tyne). O casal teve dois filhos, William Frank Goodenough Bayly (1910–1973) e Johnson Goodenough Bayly (1915–1980).
Ela apareceu pela primeira vez em um filme aos 53 anos, em 1932, mas nunca recebeu elogios da crítica por suas atuações até 1955, quando estrelou, aos 76 anos, a comédia do Ealing Studios, The Ladykillers, como a Sra. Louisa Wilberforce. O papel lhe rendeu o prêmio da British Film Academy de melhor atriz britânica. Ela morreu menos de dois anos depois, tendo aparecido apenas em mais um filme.
Ela também apareceu na série de ficção científica da BBC The Quatermass Experiment (1953) e interpretou uma espiã em I See a Dark Stranger (1946).

## Filmografia selecionada
- After Office Hours (1932) – Miss Wilesden
- A Glimpse of Paradise (1934) – Sra. Fielding
- Laburnum Grove (1936) – Sra. Radfern
- Dusty Ermine (1936) – Emily Kent
- Farewell Again (1937) – Mãe de soldado no hospital (sem créditos)
- The Last Adventurers (1937) – (sem créditos)
- Sunset in Vienna (1937) – Mulher no Café (sem créditos)
- The Dark Stairway (1938) – (sem créditos)
- Marigold (1938) – Santa Dunlop
- Gaslight (1940) – Empregada de Alice Barlow (sem créditos)
- Two for Danger (1940) – (sem créditos)
- Freedom Radio (1941) – Vovó Schmidt
- Jeannie (1941) – Mathilda
- The Black Sheep of Whitehall (1942) – Passageira de trem (sem créditos)
- Talk About Jacqueline (1942) – Ethel
- Tawny Pipit (1944) – Miss Pyman
- He Snoops to Conquer (1944) – Ma – Senhoria de George (sem créditos)
- Love Letters (1945) – Enfermeira (sem créditos)
- The Years Between (1946) – Esposa do Velho
- I See a Dark Stranger (1946) – Velha Senhora no Trem
- Meet Me at Dawn (1947) – Henriette – Mme. Governanta de Vermomel
- Code of Scotland Yard (1947) – Vendedora de caixas de música. (sem créditos)
- Death of an Angel (1952) – Sarah Oddy
- I Believe in You (1952) – Miss Mackiln
- Lady in the Fog (1952) – 'Mary Stuart' – Velha presidiária na cena do assassinato
- The Large Rope (1953) – Avó
- Three Steps in the Dark (1953) – Sra. Riddle
- The Rainbow Jacket (1954) – (sem créditos)
- The Delavine Affair (1954) – Sra. Bissett
- Out of the Clouds (1955) – Passageira (sem créditos)
- John and Julie (1955) – Velha Senhora
- The Ladykillers (1955) – Sra. Wilberforce (A Velha Senhora)
- How to Murder a Rich Uncle (1957) – Alice (último papel no cinema) – (lançado postumamente, em junho de 1957)